# Nowowassyliwka
Nowowassyliwka (ukrainisch Нововасилівка; russisch Нововасилевка Nowowassilewka) ist eine Siedlung städtischen Typs in der ukrainischen Oblast Saporischschja mit etwa 2400 Einwohnern (2014).

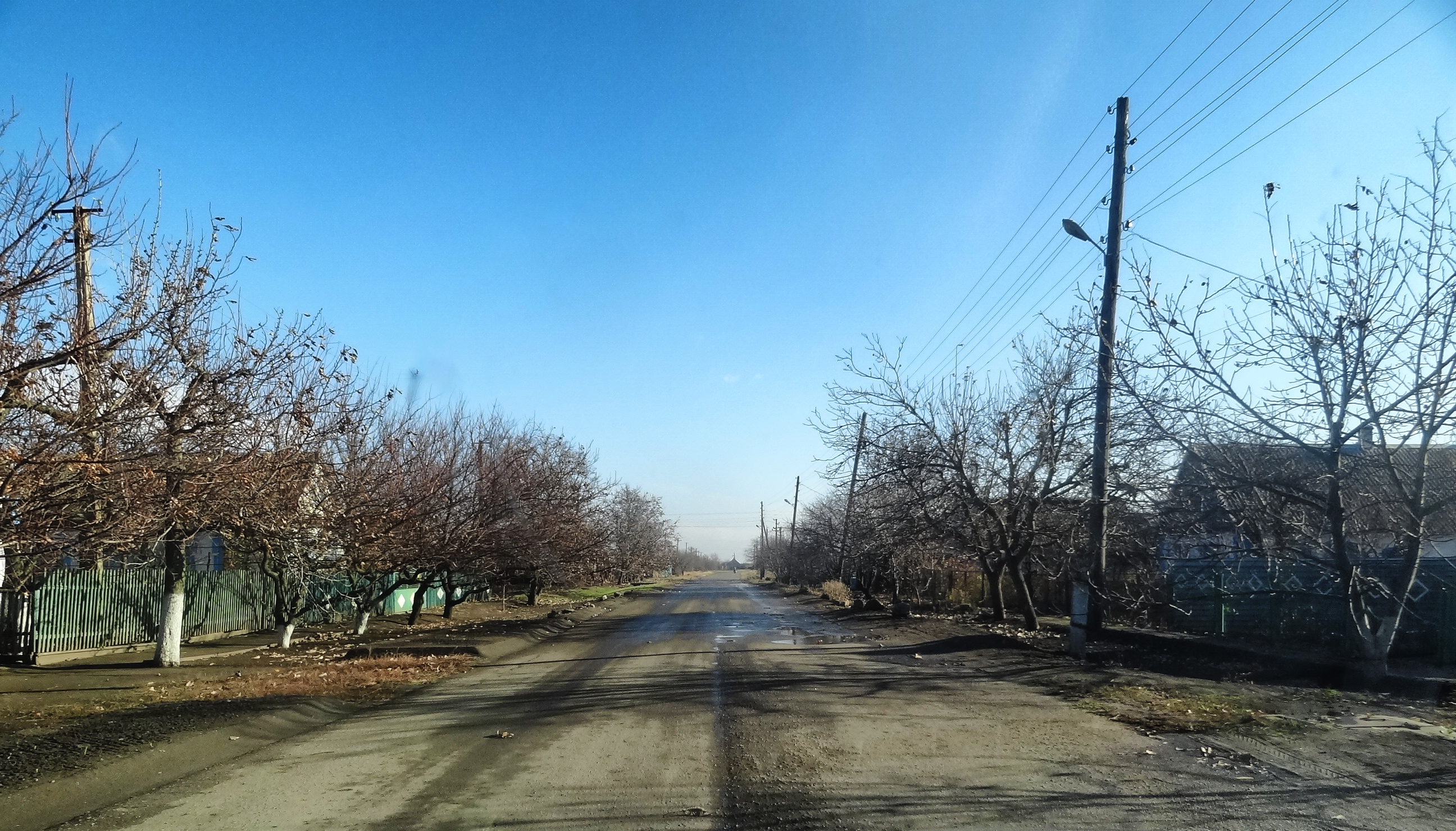
Straße im Ort

Die 1823 gegründete Ortschaft liegt im Rajon Melitopol 15 km nordöstlich vom ehemaligen Rajonzentrum Pryasowske. Nowowassyliwka erhielt 1957 den Status einer Siedlung städtischen Typs, zwischen 1923 und 1962 war der Ort das Verwaltungszentrum des Rajons Nowowassyliwka.

## Verwaltungsgliederung
Am 12. Juni 2020 wurde die Siedlung zum Zentrum der neugegründeten Siedlungsgemeinde Nowowassyliwka (Нововасилівська селищна громада/Nowowassyliwska selyschtschna hromada). Zu dieser zählten auch die 18 in der untenstehenden Tabelle aufgelistetenen Dörfer sowie die Ansiedlung Domusly, bis dahin bildete sie zusammen mit den Dörfern Nowooleksandriwka und Piwdenne sowie der Ansiedlung Domusly die gleichnamige Siedlungsratsgemeinde Nowowassyliwka (Нововасилівська селищна рада/Nowowassyliwska selyschtschna rada) im Nordosten des Rajons Pryasowske.
Seit dem 17. Juli 2020 ist sie ein Teil des Rajons Melitopol.
Folgende Orte sind neben dem Hauptort Nowowassyliwka Teil der Gemeinde:
| Name                     | Name              | Name                                 |
| ukrainisch transkribiert | ukrainisch        | russisch                             |
| ------------------------ | ----------------- | ------------------------------------ |
| Bessidiwka               | Бесідівка         | Беседовка (Bessedowka)               |
| Domusly                  | Домузли           | Домузлы                              |
| Fedoriwka                | Федорівка         | Фёдоровка (Fjodorowka)               |
| Hanniwka                 | Ганнівка          | Анновка (Annowka)                    |
| Hanno-Opanlynka          | Ганно-Опанлинка   | Анно-Опанлинка (Anno-Opanlinka)      |
| Hromiwka                 | Громівка          | Громовка (Gromowka)                  |
| Iwaniwka                 | Іванівка          | Ивановка (Iwanowka)                  |
| Kalyniwka                | Калинівка         | Калиновка (Kalinowka)                |
| Makiwka                  | Маківка           | Маковка (Makowka)                    |
| Marjaniwka               | Мар'янівка        | Марьяновка (Marjanowka)              |
| Mykolajiwka              | Миколаївка        | Николаевка (Nikolajewka)             |
| Nowomykolajiwka          | Новомиколаївка    | Новониколаевка (Nowonikolajewka)     |
| Nowooleksandriwka        | Новоолександрівка | Новоалександровка (Nowoalexandrowka) |
| Nowospaske               | Новоспаське       | Новоспасское (Nowospasskoje)         |
| Orichiwka                | Оріхівка          | Ореховка (Orechowka)                 |
| Piwdenne                 | Південне          | Пивденное (Piwdennoje)               |
| Prudentowe               | Прудентове        | Прудентово (Prudentowo)              |
| Rosiwka                  | Розівка           | Розовка (Rosowka)                    |
| Woskressenka             | Воскресенка       | Воскресенка                          |